# 차 옌
차옌(태국어: ชาเย็น, RTGS: cha yen)은 태국의 냉차 음료이다. 홍차(특히 실론 홍차)에다 연유, 설탕, 우유 등을 넣여 만드는 음료수이자 밀크티이다. 대표적으로 여름철에 마시는 차이며, 매우 단 맛이 느껴지는 음료로 잘 알려져 있다. 차옌은 식당에서나 카페에서는 원래 길이가 높은 잔에다 주며, 포장마차등 길거리 음식으로는 비닐봉투에다 넣어준다.

## 역사

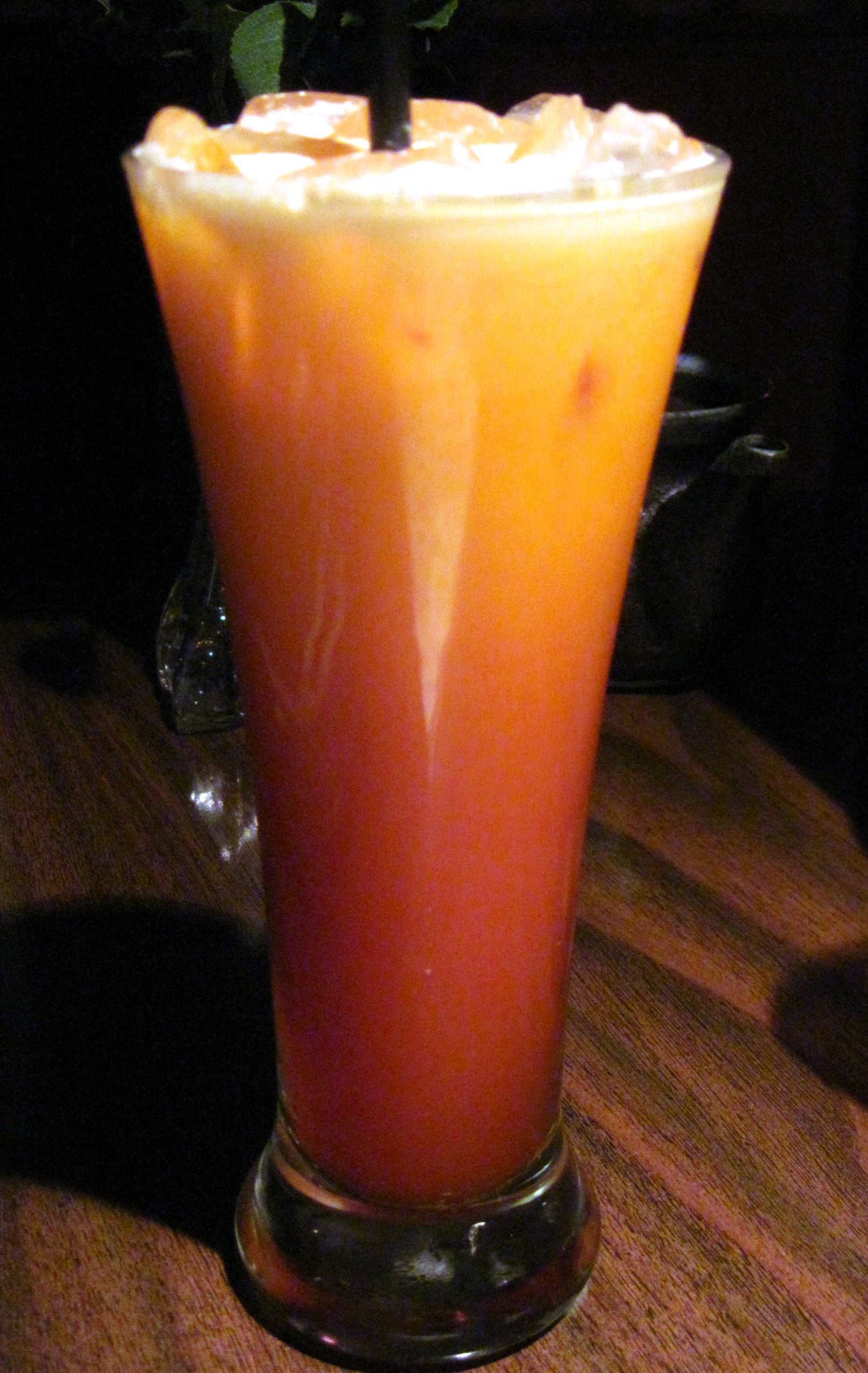
차옌은 원래 높이가 긴 잔에다 마신다.

차옌의 역사는 자세하게 기록되어 있지 않아, 정보가 별로 없다. 그러나 차옌의 연유랑 우유로 휘고 불투명하게 하는 특징은 인도의 마살라 차이차에서 본따왔을거라 추측된다. 연유랑 우유는 태국의 이웃나라들이 식민지였을 시대, 서쪽의 영국의 영향으로 우유섭취문화가 들어서게 되었는데 태국은 원낙 날씨가 습하고 더워서 우유대신 연유가 보관문제로 주로 이용되었다.
예전에는 차옌에 주로 이용하던 차는 실론 홍차였다. 그러나 스리랑카에서 온 실론 홍차의 값이 비싸지니깐 좀 더 국지적인 비앙 마이차 (ใบเมี่ยง)로 대신하기 시작했다. 비앙 마이는 태국에서 자라는 아삼 홍차의 종류이다.

## 어학
차옌은 태국어로 '냉차'라고 바로 번역된다. 차옌의 '차'는 우리나라와 비슷한데로 차 (茶)를 뜻하며, '옌'은 차가운 것을 뜻한다.
차옌은 국제적으로 북아메리카, 아시아 지역에 인기를 얻고 있는데, 미국에서는 태국에서 온 냉차이므로 타이 티(Thai Tea) 아니면 타이 아이스티(Thai Ice Tea)라고 부르며, 한국에서는 차옌에 연유가 많이 들어가는 것에 타이 밀크티(Thai Milk Tea)라고도 부른다.

## 종류
차옌에는 타마린드, 계피, 등화수, 팔각, 바닐라, 착색제 (차의 주황색)등이 들어가지만 차옌의 주요재료가 홍차이다. 다만 그랑 같이 섞이는 재료가 종류마다 다를뿐이다.
- 차담옌 (ชาดำเย็น)은 차옌에다 연유나 우유를 넣지 않은 어둡고 투명한 냉차이다. 이 음료수는 엽차랑 맛이 비슷하다고 한다.[7]
- 차담론 (ชาดำร้อน)은 차담옌을 차갑게 대신 뜨겁게/따뜻하게 마시는 차이다.[7]
- 차마나우 (ชามะนาว)는 차담옌에다 라임, 어쩔때에는 박하도 넣은 차이다. 이 음료수랑 궁합이 좋은 태국음식들이 다른 음료수들 비해 많다고 하며, 간단한 길거리에서 고급식당까지 찾아볼 수 있다.[8][7]

또한 차옌은 한국의 커피믹스처럼 가루용으로 나왔다.
최근에는 차옌이 그냥 음료수뿐만 아니라 보바(버블티), 서양에서는 프라페로도 나오며, 심지어 차옌맛 아이스크림도 인기를 얻고 있다.

## 같이 보기
- 마살라 차이
- 실론 홍차
- 베트남 커피